# Heinrich Gräpel
Heinrich Gräpel (* 9. Mai 1951 in Martfeld) ist ein deutscher Agrarwissenschaftler und Hochschullehrer für Phytopathologie und Entomologie. Er ist als international engagierter Pflanzenschutzfachmann auch dem deutsch-rumänischen Trainingszentrum für Landwirtschaft in Voijteg verbunden. Die Landwirtschaftliche und Veterinärmedizinische Universität des Banat (USAB-TM) verlieh ihm für sein jahrzehntelanges Forschungs- und Lehrengagement in Rumänien die Ehrendoktorwürde.

## Biographie
Nach seiner Schulzeit in Martfeld und Hoya absolvierte Gräpel eine landwirtschaftliche Lehre in Hölingen und besuchte die Landwirtschaftliche Berufsschule. Danach startete er sein Studium an der Fachhochschule Osnabrück mit dem Abschluss als Ingenieur für Landbau (1972). Das Studium an der Justus-Liebig-Universität Gießen schloss sich an, wo er 1977 als Diplom Agraringenieur abschloss. In der nachfolgenden Zeit als Assistent im Institut für Phytopathologie und angewandte Entomologie erarbeitete er seine Dissertation: Untersuchungen zur wirtschaftlichen Schadensschwelle von Getreide Blattläusen und zur Wirkung einiger Insektizide auf natürliche Blattlausfeinde, mit der er 1980 zum Dr. agr. in Gießen promovierte.
Dem Studium schlossen sich Tätigkeiten bei Rhône-Poulenc Agro als Regionaler Leiter Wissenschaft und Technik und später als Leiter der Pflanzenschutzentwicklung sowie des Projektmanagements in Deutschland und osteuropäischen Nachbarländern an (1980–1999). Anschließend wechselte Gräpel als Leiter Versuchswesen zur Bayer CropScience in Deutschland (2000–2008).
Seit 2009 ist Gräpel international als Berater verschiedener Organisationen im Bereich Agrar-Versuchswesen und im Training für Versuchsingenieure für Pflanzenschutz und Pflanzenzüchtung engagiert, teilweise gemeinsam mit Karl Fritz Lauer und Ciprian George Fora. Seit 1991 ist Gräpel Gastprofessor an der Landwirtschaftlichen und Veterinärmedizinischen Universität des Banat in Timişoara und seit 2011 auch Lehrbeauftragter an der Hochschule Osnabrück.  Die USAB-TM ernannte ihn 2003 zum Dr. h. c.
Gräpel lebt in Martfeld und engagiert sich bürgerschaftlich im Heimatverein insbesondere für die Erhaltung der Fehsenfeldscher Mühle.

## Forschungsbereiche
- Entomologie in Land- und Forstwirtschaft
- Insekten Umweltinteraktion einschließlich invasive Spezies
- Pflanzenschutz Management in Landwirtschaft und Gartenbau

## Forschungsengagements
- 3 nationale Forschungsprojekte Rumäniens als Partner
- Koordinator in 6 internationalen Forschungsprojekten

## Mitgliedschaften
- Mitglied der Deutschen Phytomedizinischen Gesellschaft e.V. (DPG)
- Mitglied der Deutschen Gesellschaft für allgemeine und angewandte Entomologie (DGaaE)
- Mitglied im Deutschen Imkerbund
- Schriftleitungsmitglied in JOURNAL OF HORTICULTURE, FORESTRY AND BIOTECHNOLOGY

## Publikationen
- Über 30 Beiträge publizierte Gräpel in internationalen Fachzeitschriften